# Illumination!
| Recensione | Giudizio |
| ---------- | -------- |
| AllMusic   | [ 3 ]    |

Illumination! è un album a nome di Elvin Jones/Jimmy Garrison Sextet Featuring McCoy Tyner, pubblicato dalla Impulse! Records nel febbraio del 1964.

## Tracce
Lato A
1. Nuttin' Out Jones – 5:32 (Prince Lasha)
2. Oriental Flower – 3:45 (McCoy Tyner)
3. Half and Half – 6:21 (Charles Davis)

Lato B
1. Aborigine Dance in Scotland – 4:09 (Sonny Simmons)
2. Gettin' on Way – 5:12 (Jimmy Garrison)
3. Just Us Blues – 5:54 (Charles Davis)

- Nel brano Nuttin' Out Jones dell'ellepì originale, l'autore è accreditato come Prince Lawsha

## Musicisti
- Elvin Jones - batteria
- Jimmy Garrison - contrabbasso
- Sonny Simmons - sassofono alto, corno inglese (tranne in: Just Us Blues)
- Charles Davis - sassofono baritono
- Prince Lasha - clarinetto, flauto (tranne in: Just Us Blues)
- McCoy Tyner - pianoforte[6]

Note aggiuntive
- Bob Thiele - produttore
- Registrato l'8 agosto 1963 al Van Gelder Studio di Englewood Cliffs, New Jersey
- Rudy Van Gelder - ingegnere delle registrazioni
- Bob Ghiraldini - fotografia copertina frontale album
- Robert Flynn/Viceroy - design copertina album[7]